# Swedish Christian Study Centre

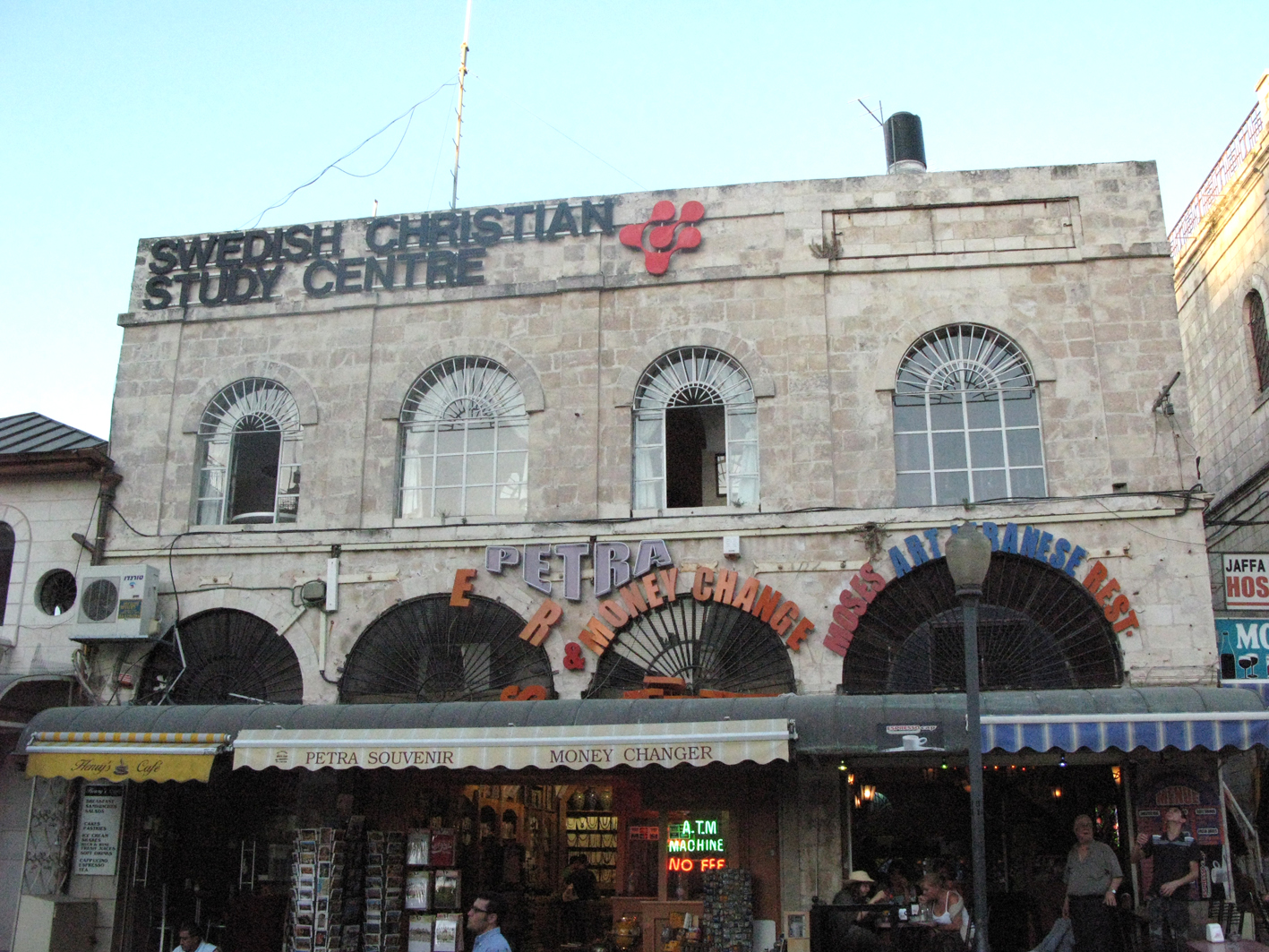
Exteriör över Swedish Christian Study Centre

Swedish Christian Study Centre (SCSC) är ett studiecenter i Jerusalem, som drivits av Studieförbundet Bilda sedan 1991. Centret är beläget strax innanför Jaffaporten i Gamla Jerusalem.
Syftet med centret är att erbjuda en plats för enskilda och grupper att mötas och studera. Hit kommer studiegrupper från Sverige, för att studera frågor som exempelvis  Mellanösternkonflikten, icke-våld, klimatfrågor, kvinnors organisering och religionens roll. En särskild betoning i centrets verksamhet är kontakten med de lokala kyrkorna. Mötet med de lokala kyrkorna i Jerusalem innebär för svenska kristna besökare att möta de egna rötterna, men också att möta en kristen kultur med en annan historia och en annan aktuell situation än den svenska. 

## Direktorer
- 1990–1992: Agneta Johansson
- 1992–1994: Åke Granath
- 1994–1997: Ulf Carmesund
- 1997–2000: Chmouni Yousef
- 2000–2003: Thomas Magnusson
- 2003–2005: Kent Malmqvist
- 2006–2008: Maria Wålsten
- 2008–2011: Sune Fahlgren
- 2012: Daniel Braw (tillförordnad)
- 2012–2015: Lars Lingius
- 2015–2018: Ann-Sofie Lasell
- 2018–2022: Lars-Inge Claesson[1]
- 2022–2023: Nina Palm